# アリアーヌと青ひげ

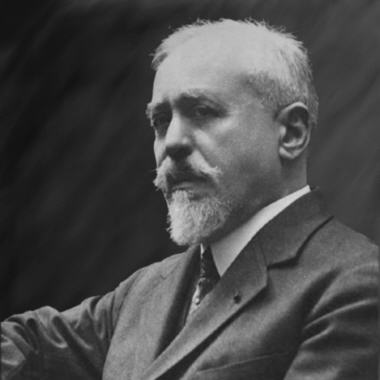
ポール・デュカス

『アリアーヌと青ひげ』（アリアーヌとあおひげ、フランス語: Ariane et barbe-bleue）は、ポール・デュカスが1899年から1906年にかけて作曲し、1907年に完成させた3幕のオペラ。台本はシャルル・ペローが発表した散文集に収められた『青ひげ』をもとにしたベルギーの象徴派の詩人モーリス・メーテルリンク独自の戯曲『アリアーヌと青ひげ』（1901年、副題〈無益な解放〉）による。初演は1907年5月10日にパリのオペラ＝コミック座にて行われた。

## 概要
メーテルランクの台本に惹きつけられたデュカスは、約7年の歳月をかけて『アリアーヌと青ひげ』を完成させた。この作品は、デュカスにとって唯一のオペラであり、20世紀のフランスを代表するオペラとなっている。デュカスはこの作品について「解放を望むものは誰もいない。自由という名の荷物は重く、誰しも日常的な隷属を好むのである。それに誰にも人を助けることはできず、自分自身を救う可能性があるのみである。」と語っている。
トーマス・ビーチャムは「私たちの時代における最高の叙情的オペラ」と評し、アルトゥーロ・トスカニーニは3年連続でニューヨークでの上演を行った（よほどこの作品が気に入ったのか、後にトスカニーニ自身の手で『アリアーヌと青ひげ組曲』が作成されている）。シェーンベルク、アルバン・ベルク、オリヴィエ・メシアンなどの多くの関心を呼んだ。

### 初演とその後

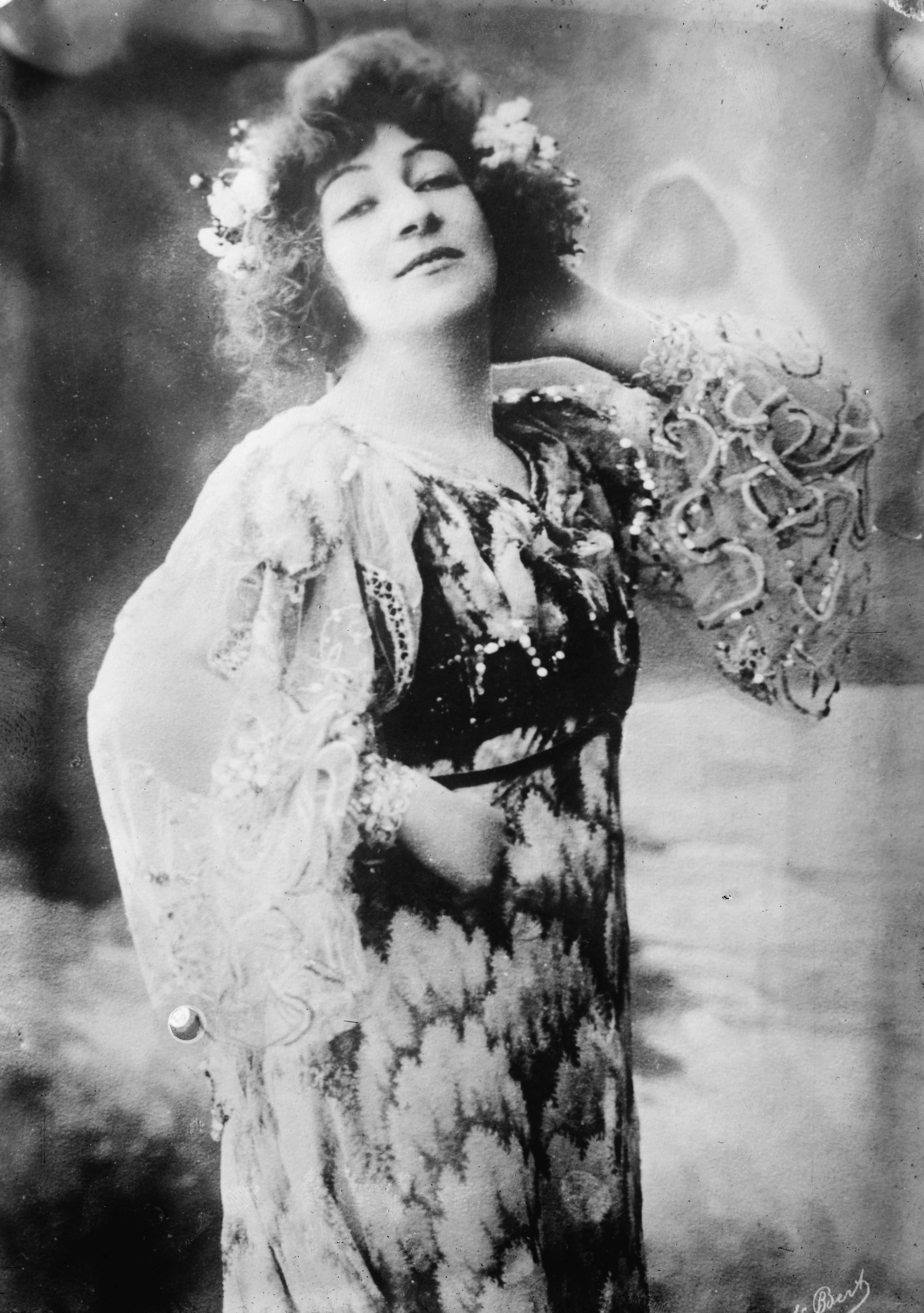
アリアーヌを初演したジョルジェット・ルブラン

1907年5月10日、パリ、オペラ＝コミック座、ジョルジェット・ルブラン、フェリックス・ヴュイユらの配役、指揮はフランソワ・リュールマンだった。ヴァンサン・ダンディやガブリエル・フォーレらは温かく評価したが、聴衆を惹きつける魅力に乏しかったためか、一般の反応は冷淡であった。
このオペラはパリでの初演成功後すぐにウィーン、フランクフルト、ミラノ、ニューヨーク他、各地で再演された。
アメリカ初演は1911年3月29日にニューヨーク・メトロポリタン歌劇場にてジェラルディン・ファーラー、レオン・ロティエらの出演で行われた。指揮はアルトゥーロ・トスカニーニだった。
英国初演は1937年4月20日にロンドンのコヴェント・ガーデンロイヤル・オペラ・ハウスにてアルディーティの指揮、ジェルメーヌ・リュバン、エチュベリーらの配役で行われた。指揮はフィリップ・ゴーベールだった。
日本初演は2008年7月19日、兵庫県立芸術文化センターにおいて、シルヴァン・カンブルラン指揮、パリ国立オペラ管弦楽団他によって行われた。

## 楽曲

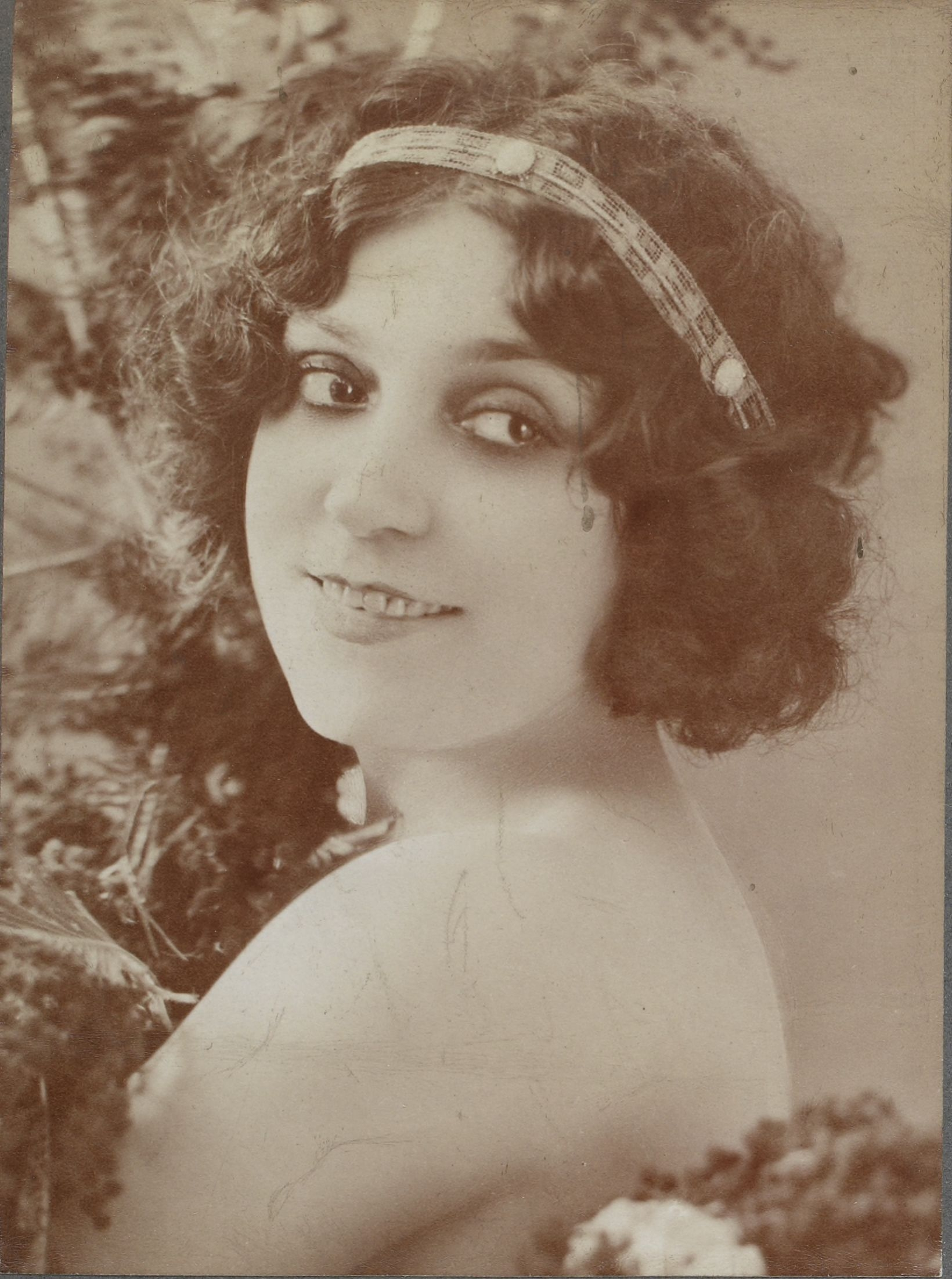
アラディーヌを演じたレジーヌ・バデ

『オペラ史』の著者D.J. グラウトは「この作品は元来オペラというよりコーラス（単なる装飾的背景としてではなく、ドラマの一部として）とソロを伴う、大きなシンフォニーである。主題の循環と変装の技巧によって、堂々たる建築物のような作品構造が生み出される。第三幕終わりのコーダは特に印象的でベートーヴェンの器楽のコーダのように、オペラの主要テーマをことごとく集約し、第一幕前奏曲の冒頭の数小節の主題を中心に、全体を引き締めている。作品中には美しい個所がいろいろあるが、〈オルラモンドの五人の娘たち〉の歌をあげておこう。これは非常に目立った民謡風の旋律で、ライトモチーフの多くはそこから引き出されている。要するに、『アリアーヌと青髭』は『ペレアスとメリザンド』に次ぐ、二十世紀初めの最も重要なフランス抒情ドラマである」と述べている。
また、『新グローヴ オペラ事典』によれば「『アリアーヌと青髭』は考え抜かれた形式で書かれた作品である。管弦楽はリムスキー＝コルサコフを凌ぐほどに洗練された輝きを放ち、光沢のある表面の下にくすんだ未熟の光を隠している。－中略－デュカスがいかに音楽的に独自の立場をとっていたかは、何よりも『アリアーヌと青髭』とドビュッシーの『ペレアスとメリザンド』（やはりメーテルリンクの戯曲に基づく）を比較すると良く分かる。二つの作品の音楽様式には幾つも共通する点がある。例えば、全音階の使用で、これによりメリザンドを示す短い引用をごく自然に聞き取ることができる。しかし《アリアーヌ》の劇展開のペースはより考え抜かれたもので、独唱部分は少なく、全体的により豊かで揺るぎの無い響きで書かれていることが本質的な違いである。
『ニューグローヴ世界音楽大事典』によれば「変奏曲はデュカスの発展にとって特別な重要性を帯びている。それらは新しい形式の方向性を予告し、彼の技法を拡大して《アリアーヌ》の〈宝石の場〉（Scene des joyaux）や『バレエ『ラ・ペリ』の〈ぺリの踊り〉の変奏に基づく重要な部分を準備したのである。メーテルリンクの台本による本作は傑作と見なされてきた。それは彼の初期に見られるベートーヴェン的発想から離れて見事に統制されたワーグナー的技巧に依存している。『魔法使いの弟子』おけるようなデュカスは確固たる全音階的主題と《アリアーヌ》第3幕への前奏曲で聞かれる長短3度の交替のような、より内在的な規則性に基づく楽想とを対照させることを好んだ。このような方法はそれが最良のとき、非個人性、さらには、普遍性にさえ至る際立った様相をもたらしはするが、それは恣意的であると思われかねない。《アリアーヌ》の和声法と管弦楽法は外国で大いに称賛され、フランツ・シュレーカー、シェーンベルク、アルバン・ベルクといった作曲家に与えた影響は少なくなかった」。

## 『ペレアスとメリザンド』との比較
本作はクロード・ドビュッシーの『ペレアスとメリザンド』の影響を強く受けているが、構成がもっと大きく、精巧な音楽の広がりと、より押し出しの強いオーケストレーション、より感情に直接的に訴える表現という点で違いを見せている。《ペレアス》の要素のいくつかが取り入れられてはいるが、それらは《ペレアス》よりもっと型にはまったタイプのオペラの中に分散している。
テオ・ヒルスブルンナーによれば「アリアーヌは常に状況の支配者である。彼女はすでに、第1幕の終わりで青髭に打ち勝つ――これは劇的緊張にとって大変な差し障りになる。こうした緊張は――筋書のよく似た作品をあげれば――バルトークのオペラ『青ひげ公の城』を特徴づけるものだ。というのは、そこではユーディットと青髭との間にこの上ない厳しい対決が絶え間なく起こるからである。アリアーヌと青ひげは、これとは逆にメルヘン仕立ての筋書であって、副題の〈無益な解放〉というものが第3幕を通して見せつけられる。というわけで、デュカスもまた、音楽においてはむしろ擬古主義者であり、伝承的な形式に対する敬意を崩されない。その作品は、ドビュッシーのそれほど画期的な印象を与えなかった。心的＝哲学的な最上の意図をもって書かれたとしても、《アリアーヌ》は《ペレアス》ほどの注目を集めることはなかった。《ペレアス》においてドビュッシーは、あえて伝統を破壊し、そうすることによって、メーテルリンクが晩年に夢見た解放を、ともかくも芸術の分野において成し遂げたのであった」。

## 登場人物
| 人物名         | 原語                | 声域               | 役柄            | 初演時のキャスト 指揮： フランソワ・リュールマン |
| -------------- | ------------------- | ------------------ | --------------- | ------------------------------------------------ |
| アリアーヌ     | Ariane              | ソプラノ           | 青ひげ6番目の妻 | ジョルジェット・ルブラン                         |
| 看護師の女性   | La nourrice         | コントラルト       | 看護師          | セシリー・テヴェネ（Cécilie Thévenet）           |
| 青ひげ         | Barbe-bleue         | バリトンまたはバス | －              | フェリックス・ヴィイユ                           |
| メリザンド     | Mélisande           | ソプラノ           | 青ひげの妻      | エレーヌ・ドゥメリエ（Hélène Demellier）         |
| セリゼット     | Sélysette           | メゾソプラノ       | 青ひげの妻      | シュザンヌ・ブロリー（Suzanne Brohly）           |
| イグレーヌ     | Ygraine             | ソプラノ           | 青ひげの妻      | マルト・バッケルス（Marthe Bakkers）             |
| ベランジェール | Bellangère,         | ソプラノ           | 青ひげの妻      | ベール（Berg）                                   |
| アラディーヌ   | Alladine            | 黙役               | 青ひげの妻      | レジーナ・バデ                                   |
| 年老いた農夫   | Vieux paysan        | バリトン           | ―               | ルイ・アゼマ（Louis Azéma）                      |
| 2番目の農夫    | Le deuxième paysan  | テノール           | ―               | リュカゾー（Lucazeau）                           |
| 3番目の農夫    | Le troisième paysan | バス               | ―               | タルキニ（Tarquini）                             |
| 合唱：群衆     |                     |                    |                 |                                                  |

## あらすじ

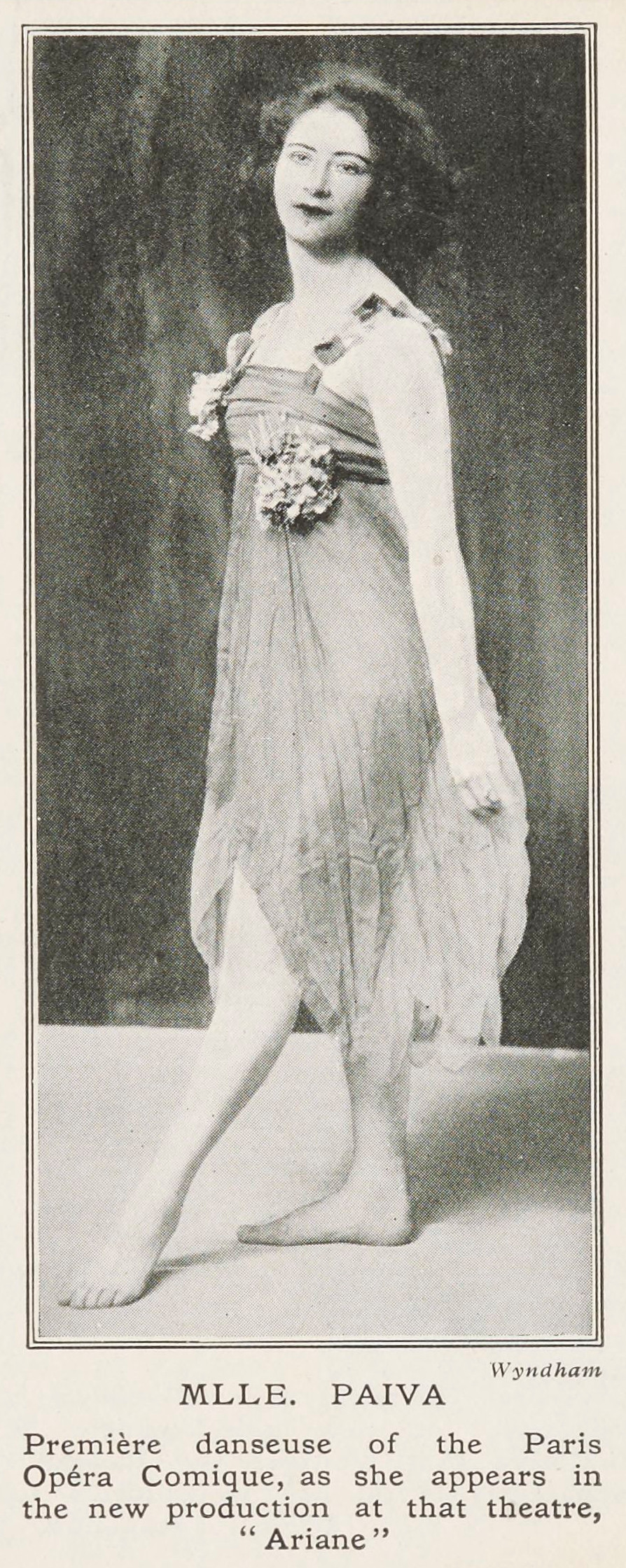
アリアーヌ役のダンサー

時と場所：時は未定、青ひげの城の中

### 第1幕
青ひげの城の大広間
民衆が青ひげを殺そうと城に迫っている。多くの民衆は青ひげ公が５人の妻を娶り、殺してしまったと信じており、武器を手にしているが、中には女達が生きているのを見たと言っている者もいる。窓が閉められ、緊迫した合唱が聞こえなくなる。主人公アリアーヌは、青ひげの６人目の妻としてその館に連れてこられたのだった。乳母は危険だから逃げることを主張するが、アリアーヌは５人の前妻は殺されているという噂を信じておらず、彼女たちを解放しようと考え、この城の秘密を暴く決意でいる。アリアーヌは青ひげから事前に金の鍵ひとつと銀の鍵６つを預かっていたが、銀の鍵は「自由に使ってよい」と言われていたため興味を示さず、放り投げる。乳母はそれらを次々に使って扉を開けてゆく、アメジスト、サファイヤ、真珠、エメラルド、ルビー、ダイヤモンドが出てくる。アリアーヌは言い付けを破って金の鍵を開けてしまう。すると微かな歌声が聞こえてくる。アリアーヌがさらに地下室に向かって下っていくと、歌声が大きくなる。するとそこに青ひげが現れ、「言い付けを破ったな」と怒り出し、アリアーヌを戻そうとする。アリアーヌが悲鳴を上げると民衆が城に押し寄せてくる。しかし、アリアーヌは何も危害を受けていないとして民衆を城から追い返す。

### 第2幕
青ひげの城の地下室

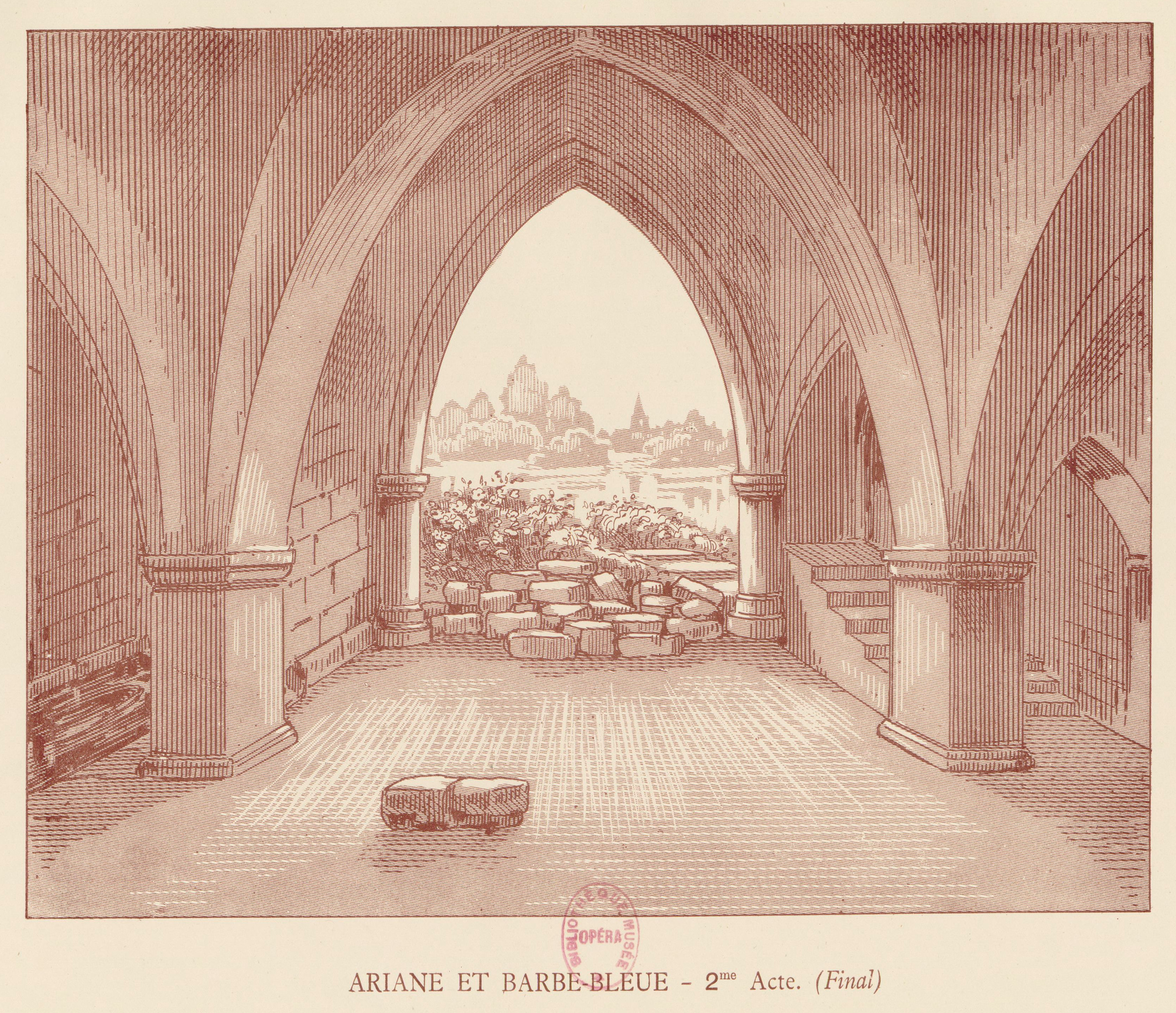
第2幕のデザイン

青ひげにより扉が閉められ、アリアーヌと乳母は地下室に閉じ込められてしまう。アリアーヌは楽観的で青ひげはもう精神的に打撃を受けているのだから、いずれ助けに来るはずだが、自ら状況を打開する方が好ましいと考え、乳母と共にランプを手に地下室の奥へ進んでいく。すると先妻たちが蠢いていた。アリアーヌは先妻たちが生きていたことを喜び、駆け寄る。皆にここから出ることを強く勧めるが、皆はおよび腰で脱出など出来ないと考えている。それもアリアーヌは石を投げて扉の上のガラスを割ると光が差し込み、海と空が広がっているのが目の当たりになる。5人の妻は生気を取り戻し、「オルラモンドの５人の娘」を歌いながら外に出ていく。

### 第3幕
青ひげの城の大広間

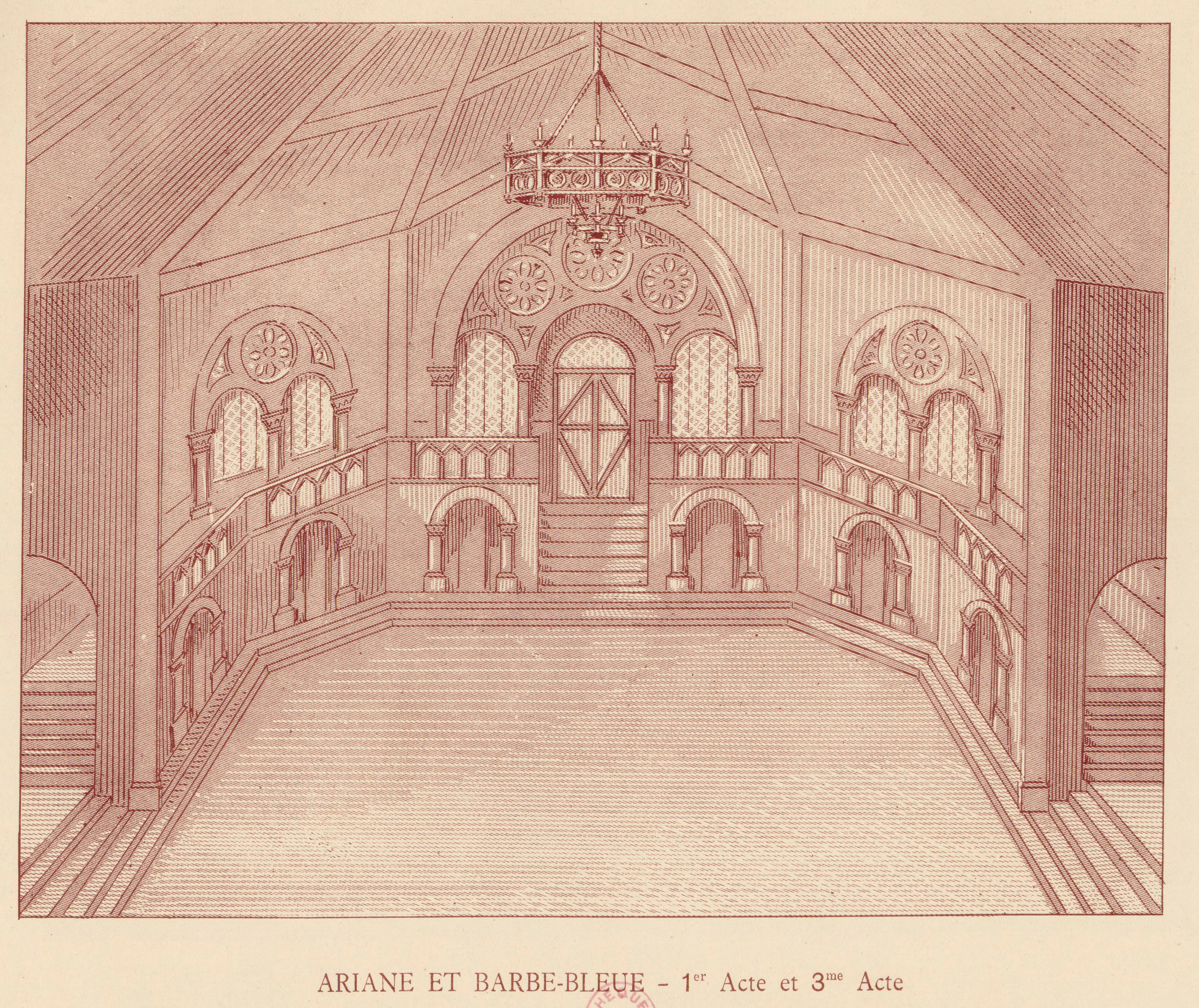
第3幕のデザイン

大広間に入ると青ひげの姿は無く、衛兵たちの監視のもとアリアーヌと5人の妻たちの生活が始まる。アリアーヌは妻たちに「機会を見計らって、ここから脱出しましょう。その時に備えて美しくなっておきましょう」と言うと妻たちは宝石などで着飾り始める。すると乳母が現れ、青ひげの馬車が到着したと告げる。妻たちが塔に昇って、外の様子を見たところ、武器を持った民衆が青ひげに襲い掛かり、衛兵たちが応戦したが多勢に無勢で歯が立たず、逃げ去り、青ひげは負傷したという。間もなく、農民が青ひげを縛り付けて城内に入ってくる。そして、女たちに「あなた方の復讐のために、青ひげを捕らえました。武器はお持ちですか。復讐をお手伝いしましょうか。」と尋ねるが、アリアーヌはそれにはおよばないと答えると、農民たちを立ち去らせる。アリアーヌたちは青ひげの介抱を始め、ひとりひとり青ひげと挨拶をする。アリアーヌの番になると青ひげから遠ざかり、「さようなら」と言い立ち去ろうとする。アリアーヌは妻たちに一緒にここを出ようと誘うが一人も応じない。アリアーヌはやむなく乳母と共に立ち去って行くのであった。

## 近年の主な演奏記録
- 2007年 9月/10月、パリ・オペラ座バスティーユ歌劇場、パリ・オペラ座管弦楽団および合唱団、演出：アンヌ・ヴィーブロック、指揮：シルヴァン・カンブルラン、歌手：デボラ・ポラスキ（アリアーヌ）、ウィラード・ホワイト（青ひげ）、ジュリア・ジュオン（乳母）、ディアナ・アクセンティ（セリゼット）、イワナ・ソボトカ（イグレーヌ）、エレーヌ・ギルメット（メリザンド）、ジャエル・アッザレッティ（ベランジェール）[11]。
- 2008年 7月19日、兵庫県立芸術文化センター、7月23/26日、オーチャードホール（東京）、パリ・オペラ座管弦楽団および合唱団、演出：アンヌ・ヴィーブロック、指揮：シルヴァン・カンブルラン、歌手：デボラ・ポラスキ（アリアーヌ）、ウィラード・ホワイト（青ひげ）、ジェーン・ヘンシェル（乳母）、ディアナ・アクセンティ（セリゼット）、イワナ・ソボトカ（イグレーヌ）、エレーヌ・ギルメット（メリザンド）、チュ・ユンジョン（ベランジェール）、ジュヌヴィエーヴ・モタール（アラディーヌ）[12]。
- 2011年6月､7月、　バルセロナ・リセウ大劇場管弦楽団＆合唱団、演出：クラウス・グート、指揮：ステファヌ・ドゥネーヴ、歌手：ジャンヌ＝ミシェル・シャルボネ（アリアーヌ）、ジョゼ・ヴァン・ダム（青ひげ）、パトリシア・バルドン（乳母）、ジェンマ・コマ＝アラベール（セリゼット）、ベアトリス・ヒメネス（イグレーヌ）、エレナ・コポンス（メリザンド）、サロメ・アレール（ベランジェール）、アルバ・バルダウラ（アラディーヌ）[13]。
- 2012年 2/3月、フランクフルト歌劇場、フランクフルト・ムゼウム管弦楽団およびフランクフルト歌劇場合唱団、演出：サンドラ・ルポルド、指揮：パオロ・カリニャーニ、歌手：カタリナ・カルネウス（アリアーヌ）、ジュリア・ジュオン（乳母）、ディートリヒ・フォレ（青ひげ）、ステラ・グリゴリアン（セリゼット）、ブリッタ・シュタルマイスター（イグレーヌ）、バーバラ・ツェヒマイスター（メリザンド）、ニーナ・シューベルト（ベランジェール）ほか[14] [15][16][17]。
- 2015年4月/5月、ストラスブール・ライン・ナショナル・オペラ（4月/5月）、ミュルーズ、ラ・フィラチュール劇場（5月）、ミュルーズ交響楽団およびライン・ナショナル歌劇場合唱団、演出：オリヴィエ・ピィ、指揮：ダニエレ・カレガリ、歌手：ローリー・フィリップス（アリアーヌ）、シルヴィ・ブリュネ・グリュポッソ（乳母）、マルク・バロー（青ひげ）、アリーヌ・マルタン（セリゼット）、ロシオ・ペレス（イグレーヌ）、アルノー・リシャール（メリザンド）、ガエル・アリックス（ベランジェール）、ラミア・ブーク（アラディーヌ）[18]。
- 2016年11月、バーゼル 歌劇場、バーゼル交響楽団およびバーゼル歌劇場合唱団、演出：マリオン・メンジガー、指揮：エリック・ニールセン、歌手：カタリナ・カルネウス（アリアーヌ）、エヴ＝モード・ユボー（乳母）、アンドリュー・マーフィー（青ひげ）、ソフィア・パヴォーネ（セリゼット）、イェウン・チェ（イグレーヌ）、ブリオニー・ドワイヤー（メリザンド）、バレンティーナ・マルギノッティ（ベランジェール）ほかコンサート・パフォーマンス。[19]。
- 2018年3/4月、グラーツ 歌劇場、グラーツ・フィルハーモニー管弦楽団およびグラーツ歌劇場合唱団、演出：ナジャ・ロスキー、指揮：ローランド・クルティヒ、歌手：マヌエラ・ウール（アリアーヌ）、イリス・フェルミリオン（乳母）、ウィルフレート・ツェリンカ（青ひげ）、アンナ・ブルール（セリゼット）、ソンジャ・サリッチ（イグレーヌ）、アレクサンドラ・トドロヴィッチ（メリザンド）、ザン・ユアン（ベランジェール）ほか[20]。

## 楽器編成
- 木管楽器：フルート 3(うち2つはピッコロと持ち替え)、オーボエ 2、イングリッシュホルン 1、クラリネット 2、バスクラリネット 1、ファゴット 3、(コントラファゴット 1)
- 金管楽器：ホルン 4、トランペット 3、トロンボーン 3、チューバ 1
- 打楽器：ティンパニ 、バスドラム、シンバル、トライアングル、タンブリン、スネアドラム、チューブラーベル、ティンバレス、グロッケンシュピール
- 弦楽器：第1ヴァイオリン、第2ヴァイオリン 、ヴィオラ、チェロ 、コントラバス 、ハープ2
- その他：チェレスタ 1

## 上演時間
1時間55分（第1幕32分、第2幕37分、第3幕46分）

## 主な録音・録画
| 録音年 | 指揮者                 | 管弦楽団・合唱団                                          | 配役 アリアーヌ 乳母 青ひげ セリゼット                                                                               | レーベル 備考                                                     |
| ------ | ---------------------- | --------------------------------------------------------- | --- | ----------------------------------------------------------------- |
| 1968   | トニー・オーバン       | 管弦楽団                                                  | ベルト・モンマール マリー・リュース・ベラリー グザヴィエ・デプラッツ ナディーヌ・ソトゥロー                          | Gala ASIN: B0000DD547 最初の全曲録音                              |
| 1983   | アルミン・ジョルダン   | フランス放送フィルハーモニー管弦楽団 フランス放送合唱団   | キャサリン・シエシンスキー マリアナ・パウノヴァ ガブリエル・バキエ ハンナ・シェーア                                  | Erato ASIN: B004W7GPTC                                            |
| 1986   | ガリー・ベルティーニ   | ケルン放送交響楽団 ケルン放送合唱団                       | マリリン・シュミージェ ジョスリーヌ・タイヨン ロデリク・ケネディ 白井光子                                            | Naxos ASIN: B01K8KGUF0                                            |
| 2006   | ベルトラン・ド・ビリー | ウィーン放送交響楽団 スロヴァキア・フィルハーモニー合唱団 | デボラ・ポラスキ ジェーン・ヘンシェル ユン・クヮンチュル ルクサンドラ・ドノーセ ステラ・グリゴリアン                 | Brilliant Classics ASIN: B0018KKQ14                               |
| 2007   | レオン・ボッツタイン   | BBC交響楽団 BBCシンガーズ                                 | ローリー・フィリップス パトリシア・バルドン ラウラ・ヴラサック・ノレン ピーター・ローズ アナ・ジェイムス             | Telarc ASIN: B000RW3YI6                                           |
| 2011   | ステファヌ・ドゥネーヴ | バルセロナ・リセウ大劇場管弦楽団 同合唱団                 | ジャンヌ＝ミシェル・シャルボネ パトリシア・バルドン ジョゼ・ヴァン・ダム ジェンマ・コマ＝アラベール サロメ・アレール | Opus Arte 演出：クラウス・グート DVDとしての録画 ASIN: B00A2PAMZ6 |

## 関連作品
青ひげが主題の作品。